# دينيس كولاكوف (لاعب رماية)
دينيس كولاكوف (بالروسية: Кулаков, Денис Александрович)‏ هو لاعب رماية روسي، ولد في 21 نوفمبر 1982 في تشيليابنسك في روسيا.

## وصلات خارجية
- دينيس كولاكوف على موقع الاتحاد الدولي (الإنجليزية)
- دينيس كولاكوف على موقع أوليمبيديا (الإنجليزية)